# Massilia niabensis
Massilia niabensis es una especie de bacteria gramnegativa del género Massilia. Fue descrita en el año 2009. Su etimología hace referencia a NIAB, siglas del Instituto Nacional de Biotecnología Agrícola de Corea del Sur. Es aerobia y móvil por flagelo polar. Tiene un tamaño de 0,6-0,9 μm de ancho por 1,4-4 μm de largo. Forma colonias redondas, convexas, de color amarillento y con márgenes claros. Crece en R2A y NA, pero no en TSA ni MacConkey. Catalasa y oxidasa positivas. Temperatura de crecimiento entre 5-35 °C, óptima de 28 °C. Tiene un contenido de G+C de 67,8%. Se ha aislado de una muestra de aire en Suwon, Corea del Sur.  